# 전찬걸
전찬걸(田燦傑, 1959년 2월 24일~)은 대한민국의 정치인이다. 제47대 민선 7기 경상북도 울진군수이다.

## 학력
- 울진초등학교
- 울진중학교
- 울진고등학교
- 해군제2사관학교 졸업
- 강원대학교 산업대학원 공학 석사

## 경력
- 1994.09.30: 해군 소령 예편
- 1995.08.05 ~ 1998.05.16: 초대 민선 울진군수 비서실장
- 삼척대학교 강사
- 2001.03.01 ~ 2004.02.29: 포항1대학 겸임교수
- 2006.07 ~ 2010.06: 제8대 경상북도의회 의원(초선, 울진군 제1선거구)
  - 제8대 경상북도의회 교육환경위원회 부위원장
- 2010.07 ~ 2014.03: 제9대 경상북도의회 의원(재선, 울진군 제1선거구)
  - 2010.07.01 ~ 2014.06.30: 경북도의회 문화환경위원장
- 2018.07 ~ 2022.06: 제47대 민선 7기 경상북도 울진군수(초선)
- 2020.02 ~ : 국민의힘 입당

## 역대 선거 결과
|  | 30.24% |

|  | 69.09% |

|  | 38.13% |

|  | 37.88% |

| 전임 임광원 | 제47대 경상북도 울진군수 2018년 7월 1일 ~ 2022년 6월 30일 | 후임 손병복 |